# Bewester Eede bezuiden Sint-Pietersdijk
De Bewester Eede bezuiden Sint-Pietersdijk is een polder ten zuidwesten van Aardenburg, behorend tot de Polders rond Aardenburg.
De polder, 994 ha groot, werd na de inundaties van 1583 en 1621 herdijkt in 1650. In de polder ligt de buurtschap Heille. Ook vindt men er de Stierskreek, een zijarm van het Lapscheurse Gat. De Oud Geulse Watergang en de Praatvlietse Watergang zijn daar op hun beurt weer zijtakken van.
De polder wordt begrensd door de Sint-Pietersdijk en de Hogeweg, de Herendreef, de Eedeweg, de Dopersdijk, de Nieuweweg en de Papenpoldersedijk. De Kruisdijkschans en de Elderschans liggen aan de noordzijde van de polder.
In de polder liggen hoeven als: Polderzicht, Steenwijk, Louisahoeve en Schaapskooi.